# Johannes Rauch (Politiker, 1959)

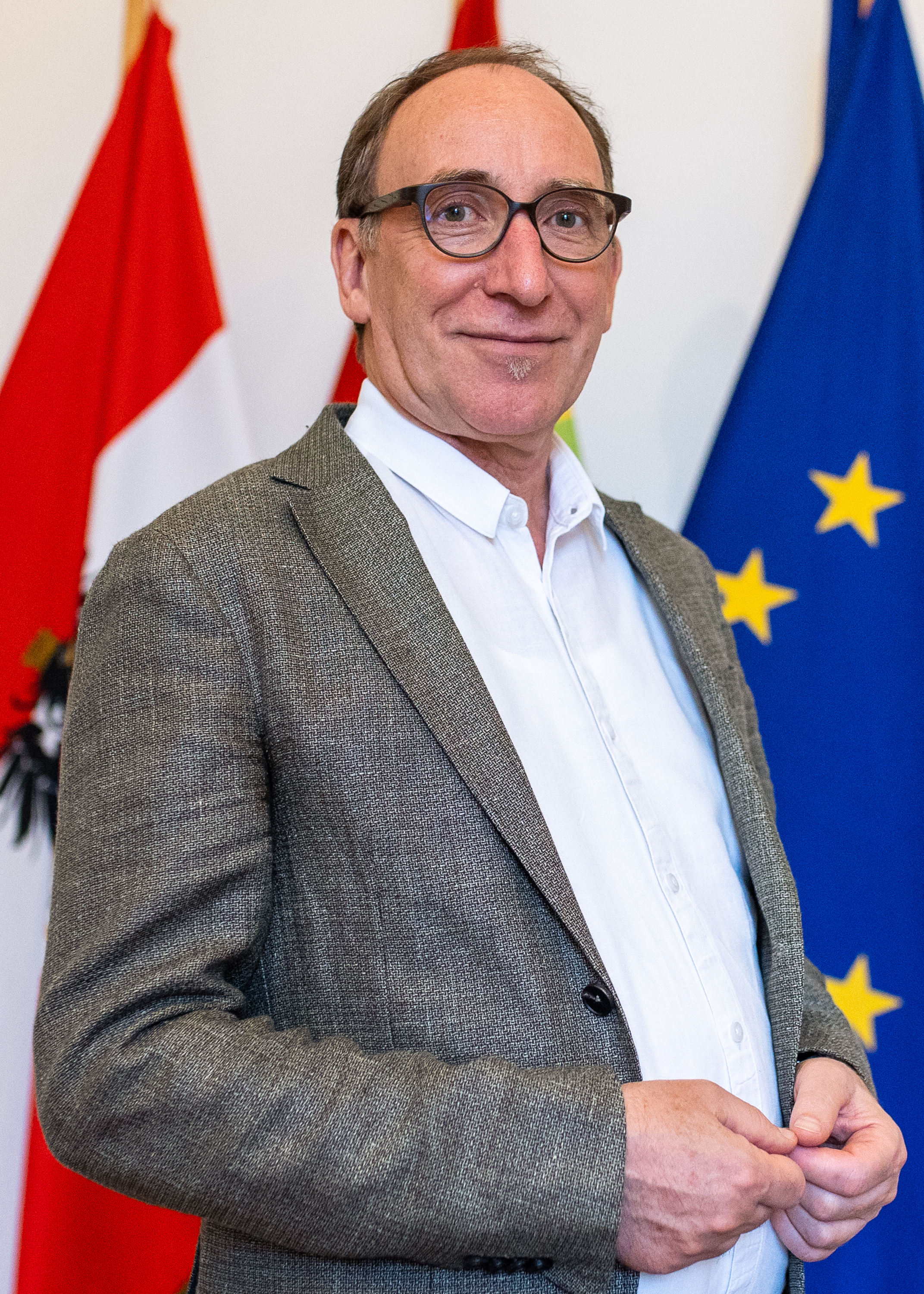
Johannes Rauch (2023)

Johannes Rauch (* 24. April 1959 in Rankweil) ist ein österreichischer Politiker (Grüne). Er war von März 2022 bis März 2025 Bundesminister für Soziales, Gesundheit, Pflege und Konsumentenschutz der Republik Österreich. Zuvor war er von 2014 bis 2022 als Landesrat für Umweltschutz und Nahverkehr Mitglied der Vorarlberger Landesregierung.

## Beruflicher Werdegang
Johannes Rauch absolvierte zunächst von 1973 bis 1976 die Handelsschule in Feldkirch und war anschließend von 1976 bis 1980 als Bankkaufmann bei der Volksbank in Rankweil tätig. Von 1981 bis 1985 war er bei der Pfarrgemeinde Rankweil als Jugendarbeiter angestellt und absolvierte in dieser Zeit teilweise berufsbegleitend von 1983 bis 1987 die Akademie für Sozialarbeit in Bregenz. Anschließend arbeitete Rauch als diplomierter Sozialarbeiter in den Bereichen Sozialpsychiatrie, Arbeitslosenbetreuung und Schuldenberatung, ehe er 1997 Geschäftsführer der Arbeitsinitiative für den Bezirk Feldkirch (ABF) wurde. Ab März 2004 konzentrierte sich Rauch hauptberuflich auf seine politischen Tätigkeiten.

## Politische Karriere

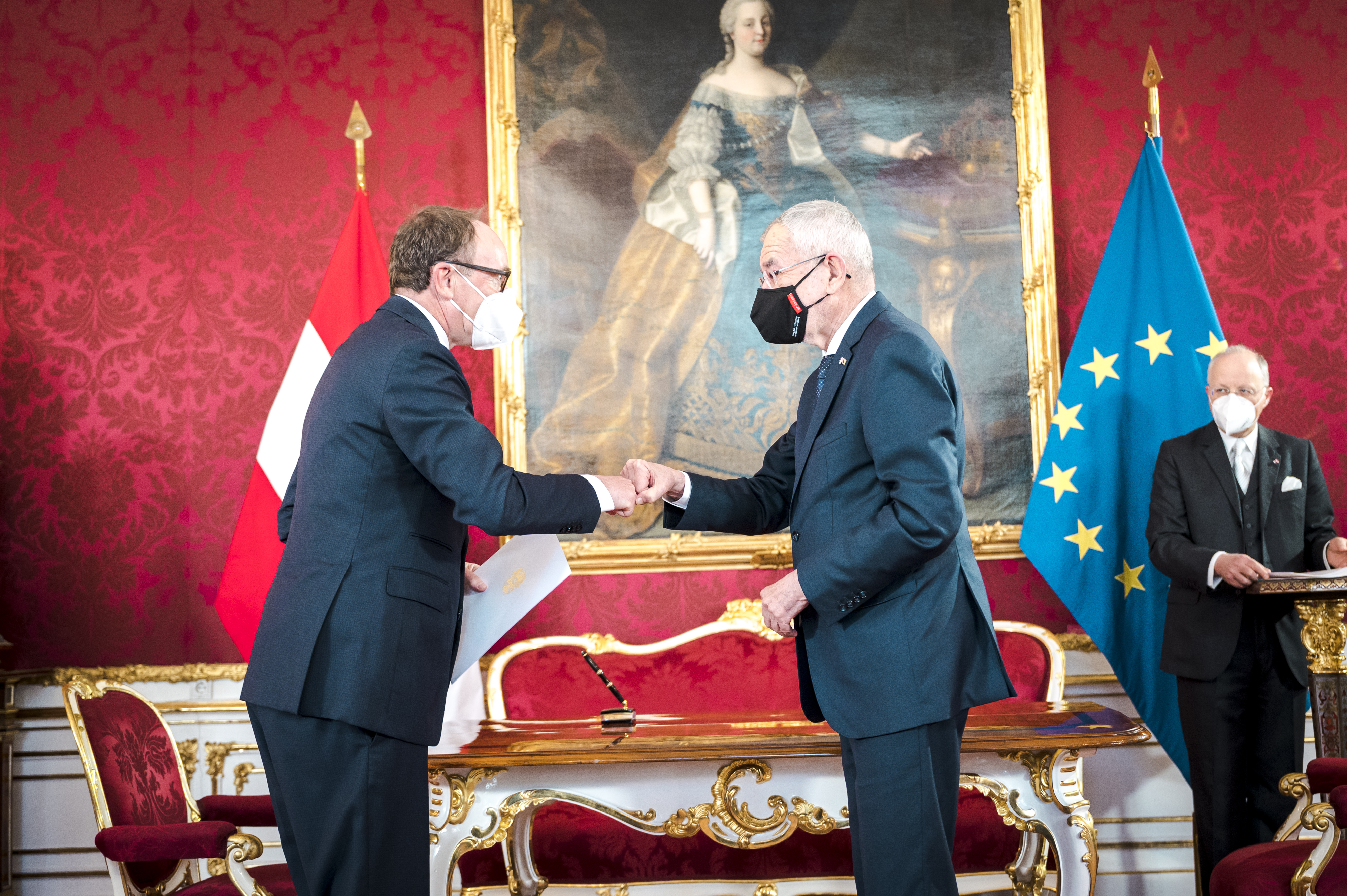
Angelobung von Johannes Rauch als Bundesminister durch Bundespräsident Alexander Van der Bellen (8. März 2022)

Johannes Rauch ist Mitbegründer des Grünen Forums in Rankweil. Von 1990 bis 1996 war er Umweltgemeinderat in Rankweil sowie von 1990 bis 2010 Mitglied der Rankweiler Gemeindevertretung.
Im Jahr 2000 folgte Johannes Rauch seinem Parteikollegen Christian Hörl als Abgeordneter zum Vorarlberger Landtag nach und wurde im Landtag am 2. Februar 2000 erstmals als Abgeordneter angelobt. Nach der Landtagswahl 2004 leitete Johannes Rauch den grünen Landtagsklub als Klubobmann.
Nach der Landtagswahl 2014, bei der die Grünen stark dazugewonnen hatten, vereinbarte die Partei mit der Vorarlberger Volkspartei die erste schwarz-grüne Koalition Vorarlbergs. Johannes Rauch wurde dabei als einer von zwei Landesräten der Grünen vom Landtag am 15. Oktober 2014 in die Vorarlberger Landesregierung gewählt.
Dort unterstanden ihm die Ressorts Umwelt und Klimaschutz, Klimawandelanpassung, Energie, Öffentlicher Verkehr und Radwege, Eisenbahninfrastruktur, Radinfrastruktur, Abfallwirtschaft, Informatik sowie Maschinenbau und Elektrotechnik. Nach der Landtagswahl 2019 wurde die schwarz-grüne Koalition fortgesetzt, und Johannes Rauch blieb damit als Landesrat in der Landesregierung.
Innerparteilich war Rauch ab 1995 Mitglied des Landesvorstandes der Partei Die Grünen Vorarlberg und dabei ab 1997 deren Landessprecher. In dieser Funktion wurde Rauch am 26. Juni 2021 von Eva Hammerer und Daniel Zadra abgelöst.
Nachdem Wolfgang Mückstein am 3. März 2022 seinen Rücktritt als Gesundheitsminister angekündigt hatte, schlug der Bundessprecher der Grünen, Vizekanzler Werner Kogler, noch am selben Tag Johannes Rauch als dessen Nachfolger vor.
Rauch wurde am 8. März 2022 von Bundeskanzler Karl Nehammer dem Bundespräsidenten als neuer Bundesminister für Soziales, Gesundheit, Pflege und Konsumentenschutz vorgeschlagen und von diesem ernannt.
Im Juli 2023 führten Aussagen von Rauch („Ausfluss anlassbezogener allgemeinpolitischer Überlegungen“) zur Finanzierung des Sozialstaates zu einer Diskussion über die Kompetenzen des Sozialministeriums und das parlamentarische Fragerecht.

## Privatleben
Johannes Rauch wohnt in Dornbirn und ist Vater von zwei Töchtern. Sein Bruder Michael Rauch war der Leiter der Kinder- und Jugendanwaltschaft des Landes Vorarlberg. Am 23. Dezember 2021 heiratete er Gabriele Sprickler-Falschlunger.

## Ehrungen und Auszeichnungen
- 2025: Großes Goldenes Ehrenzeichen am Bande für Verdienste um die Republik Österreich[12][13]